# Árpád Pédery
Árpád Pédery (Budapest, 1º febbraio 1891 – Verkhniy Luzhok, 21 ottobre 1914) è stato un ginnasta ungherese.
È deceduto a 23 anni durante la prima guerra mondiale.

## Biografia
Árpád Pédery nacque a Budapest, capitale ungherese, nel 1891. Partecipò alle Olimpiadi del 1912, tenutesi a Stoccolma, ottenendo una medaglia d'argento nel concorso a squadre, categoria della ginnastica artistica, partecipando come atleta tesserato nella NTE. Dopo i Giochi Olimpici, Pédery studiò arte, ma, dopo aver ottenuto il diploma di insegnante, venne arruolato come soldato e morì durante la Grande Guerra, nel 1914.

## Palmarès

### Olimpiadi
- 1 medaglia:
  - 1 argento (Stoccolma 1912 nel concorso a squadre)